# Gerissene Rolle

Aresti-Symbol der gerissenen Rolle

Die gerissene Rolle (englisch: flick roll, amerikanisch: snap roll) beim Kunstflug ist eine Rolle um die Längsachse des Flugzeugs, die nicht mittels Querruder gesteuert wird. Stattdessen wird durch schnelles Betätigen des Höhenruders und praktisch gleichzeitigem abruptem Auslenken des Seitenruders ein einseitiger Strömungsabriss an einer Tragfläche bewirkt, wodurch der Auftrieb an dieser Tragfläche zusammenbricht. Da nunmehr nur noch an der anderen Tragfläche Auftrieb besteht, führt das Flugzeug eine sehr schnelle Autorotation um die Längsachse aus. Die Querruder werden dabei üblicherweise in Neutralstellung gehalten. Die gerissene Rolle ist verwandt mit dem Trudeln.
Die Einleitung einer gerissenen Rolle gestaltet sich relativ unkompliziert und erfordert nur ein geringes Maß an Fingerspitzengefühl. Tatsächlich ist es bei vielen Flugzeugtypen notwendig, das Steuer kräftig und mitunter sogar abrupt zu betätigen, um einen gezielten Strömungsabriss herbeizuführen – ein wesentlicher Bestandteil dieser Flugfigur, der ihr auch ihren Namen verleiht: Der Pilot muss den Steuerknüppel mit einem ruckartigen Riss nach hinten ziehen. Bei korrekter Einleitgeschwindigkeit kann die Figur ohne größere Schwierigkeiten ausgeführt werden. Die Herausforderung liegt jedoch weniger in der Einleitung als vielmehr im präzisen Abstoppen der Drehung in der gewünschten Position, was ein hohes Maß an fliegerischem Können und Erfahrung erfordert.
Die gerissene Rolle stellt aufgrund der dabei entstehenden Belastungen eine erhebliche Beanspruchung der Flugzeugstruktur dar, insbesondere im Bereich des Leitwerks. Diese extremen Kräfte können zu Materialermüdung und strukturellen Schäden führen, weshalb nicht alle Kunstflugzeuge für die Durchführung dieser Figur zugelassen sind. Flugzeuge, die für gerissene Rollen zugelassen sind, müssen daher spezielle Anforderungen an die strukturelle Festigkeit erfüllen, um die hohen aerodynamischen und mechanischen Belastungen sicher zu bewältigen. 
Die analoge Figur mit Strömungsabriss bei negativem Anstellwinkel wird gestoßene Rolle genannt.